# Озерки (Калужская область)
Озерки — деревня в Юхновском районе Калужской области России. Входит в состав сельского поселения «Деревня Колыхманово».

## География
Деревня стоит на берегу одноимённого озера и расположена на правобережье реки Угра. Территория деревни находится в границах национального парка «Угра». 

## Население
| 2002 | 2010 |
| ---- | ---- |
| 4    | ↘3   |

## История
В расположенной неподалёку деревне Коноплевка с конца XVIII века размещалась полотняная фабрика Щепочкина. Для работы механизмов фабрики на ручье Руссова речка была устроена плотина и пруд, однако притока воды от одного ручья не хватало. Для наполнения фабричного пруда был прорыт канал от озера Озерки к верховьям ручья. Протяжённость канала превышала 1.5 км, ширина — до 10 м, глубина — до 5 м. В западной части озера располагался шлюз для управления подачей воды в канал. Канал и плотина сохранились по состоянию на начало XXI века.